# 梅西百货

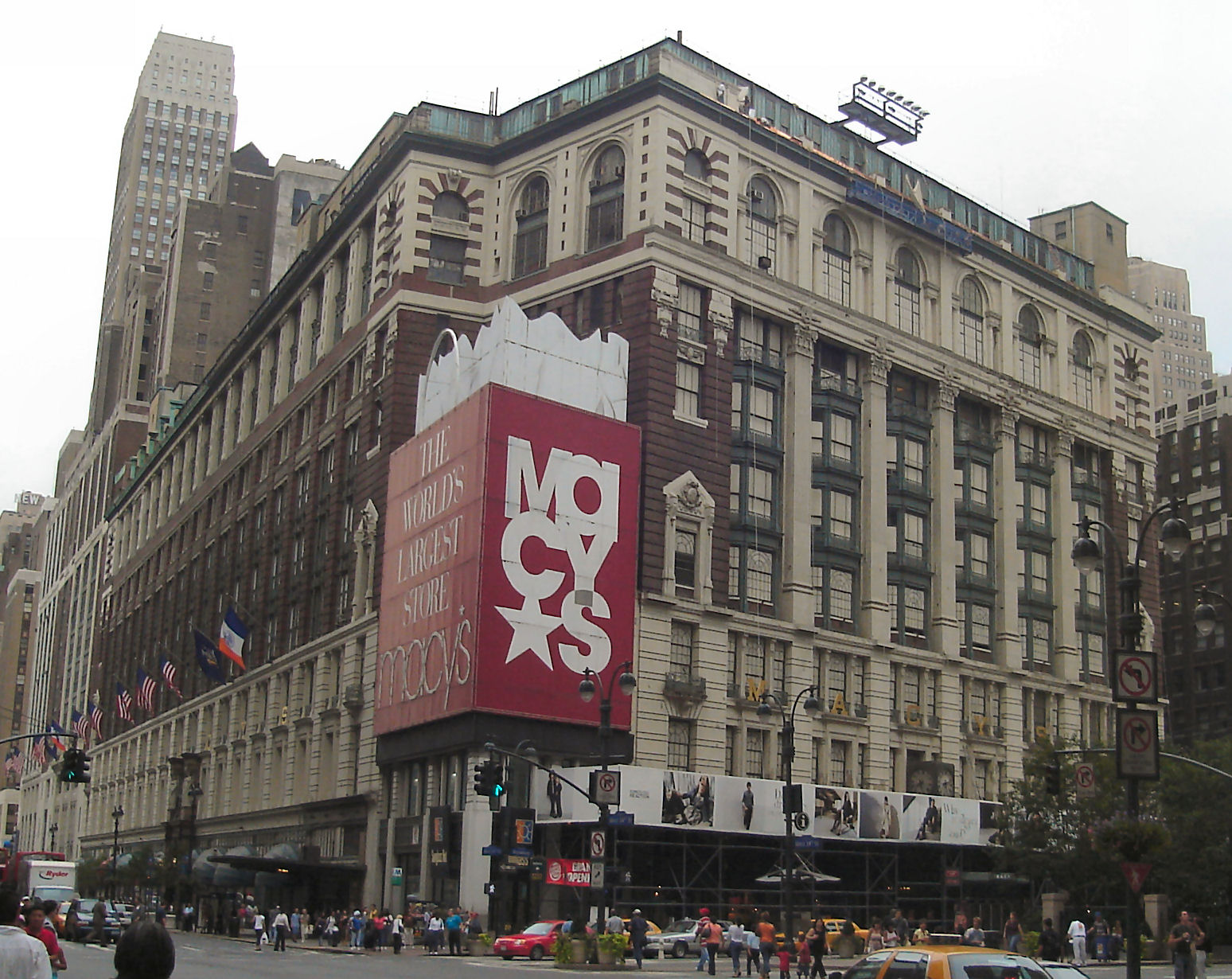
位于34街和百老汇大道轉角的梅西百货公司旗舰店，褐色砂石建筑

梅西百货（英語：Macy's，原名為R. H. Macy & Co.）是美国的一个连锁百货公司，由羅蘭·哈賽·梅西在1858年創立，其旗舰店位于纽约市曼克頓的先驱广场，1924年在第7大道开张时曾被宣传为“世界最大商店”。该公司还有2个全国性旗舰店，分别设在旧金山的联合广场和芝加哥州街。 该公司是梅西公司的子公司。

## 歷史
梅西百货从1924年开始，每年感恩节都会在纽约市举行盛大的感恩节大游行。而且每年圣诞节都会有别出风格的主题橱窗秀。
1994年12月19日，它被联合百货公司收购。
近年不敵電子商務的趨勢，2017年梅西百貨總共關閉了68家門店，2018年年初再關閉11家門店。